# Всеобщие выборы в Никарагуа (2016)
Всеобщие выборы в Никарагуа проходили 6 ноября 2016 года. На них избирались президент, вице-президент, депутаты Национальной ассамблеи и представителей в Центральноамериканском парламенте. Президент Даниэль Ортега был переизбран президентом, вице-президентом стала его жена Росарио Мурильо.

## Предвыборная ситуация
За четыре месяца до выборов Верховный суд Никарагуа сместил спорного лидера Независимой либеральной партии Эдуардо Монтеалегре и постановил, что легитимным руководителем является Педро Рейес. После того, как 16 депутатов от НЛП и их союзники из СФНО выразили протест, Высшая избирательная комиссия лишила их мандата и дала Рейесу право найти им замену.

## Избирательная система
Президент Никарагуа избирается относительным большинством.
90 депутатов Национальной ассамблеи избираются двумя методами: 20 членов парламента выбираются по единому национальному избирательному округу, остальные 70 — по 17 многомандатным округам, включающим от 2 до 19 мест. В обоих случаях выборы проводятся по закрытым спискам по системе пропорционального представительства без какого-либо избирательного барьера. Кроме этого, 2 места зарезервированы за кандидатом в президенты, занявшим второе место, и за избранным президентом (либо его вице-президентом). Списки кандидатов в Национальную ассамблею и в Центральноамериканский парламент должны включать равное количество мужчин и женщин.

## Кампания
В июне 2016 года Даниэль Ортега объявил, что международные наблюдатели не будут допущены на выборы. Это решение критиковалось Центром Картера, организацией по правам человека, как атака на международное сообщество. Позже Ортега согласился пригласить группу из Организации американских государств для наблюдения за выборами.

## Результаты

### Президентские выборы
| Кандидат                           | Партия                                         | Голоса    | %     |
| ---------------------------------- | ---------------------------------------------- | --------- | ----- |
| Даниэль Ортега                     | Сандинистский фронт национального освобождения | 1 806 651 | 72,44 |
| Максимино Родригес                 | Либерально-конституционная партия              | 374 898   | 15,03 |
| Педро Валлехос                     | Независимая либеральная партия                 | 112 562   | 4,51  |
| Сатурнино Серрато                  | Никарагуанский либеральный альянс              | 107 392   | 4,31  |
| Эрик Кабезас                       | Консервативная партия                          | 57 437    | 2,30  |
| Карлос Каналес                     | Альянс за республику                           | 35 002    | 1,40  |
| Недействительных/пустых бюллетеней | Недействительных/пустых бюллетеней             | –         | –     |
| Всего                              | Всего                                          | 2 493 942 | 100   |
| Проголосовавших избирателей/Явка   | Проголосовавших избирателей/Явка               | –         | –     |
| Источник: CSE                      |                                                |           |       |

### Парламентские выборы
| Партия                                         | Национальный округ | Национальный округ | Национальный округ | Местные округа | Местные округа | Местные округа | Всего мест | +/– |
| Партия                                         | Голоса             | %                  | Мест               | Голоса         | %              | Мест           | Всего мест | +/– |
| ---------------------------------------------- | ------------------ | ------------------ | ------------------ | -------------- | -------------- | -------------- | ---------- | --- |
| Сандинистский фронт национального освобождения | 1 590 316          | 65,86              | 14                 | 1 608 395      | 66,46          | 56             | 70         | +7  |
| Либерально-конституционная партия              | 369 342            | 15,30              | 3                  | 375 432        | 15,51          | 10             | 13         | +11 |
| Независимая либеральная партия                 | 162 043            | 6,71               | 1                  | 117 626        | 4,86           | 1              | 2          | –25 |
| Никарагуанский либеральный альянс              | 137 541            | 5,70               | 1                  | 137 078        | 5,66           | 1              | 2          | +2  |
| Консервативная партия                          | 106 027            | 4,39               | 1                  | 110 568        | 4,57           | 0              | 1          | +1  |
| Альянс за республику                           | 49 329             | 2,04               | 0                  | 70 939         | 2,93           | 1              | 1          | +1  |
| YATAMA                                         | –                  | –                  | –                  | 30 901         | 1,28           | 1              | 1          | –1  |
| Особые члены                                   | –                  | –                  | –                  | –              | –              | –              | 2          | 0   |
| Недействительных/пустых бюллетеней             |                    | –                  | –                  |                | –              | –              | –          | –   |
| Всего                                          | 2 414 598          | 100                | 20                 | 2 450 939      | 100            | 70             | 92         | 0   |
| Проголосовавших избирателей/Явка               |                    |                    | –                  |                |                | –              | –          | –   |
| Источник: CSE, El 19 Digital                   |                    |                    |                    |                |                |                |            |     |

### Выборы в Центральноамериканский парламент
| Партия                                         | Голоса    | %     | Мест | +/– |
| ---------------------------------------------- | --------- | ----- | ---- | --- |
| Сандинистский фронт национального освобождения | 1 673 627 | 68,44 | 15   |     |
| Либерально-конституционная партия              | 346 855   | 14,19 | 3    |     |
| Независимая либеральная партия                 | 139 618   | 5,71  | 0    |     |
| Никарагуанский либеральный альянс              | 134 858   | 5,52  | 1    |     |
| Консервативная партия                          | 106 350   | 4,35  | 0    |     |
| Альянс за республику                           | 43 905    | 1,8   | 1    |     |
| Недействительных/пустых бюллетеней             |           | –     | –    | –   |
| Всего                                          | 2 445 213 | 100   | 20   | 0   |
| Проголосовавших избирателей/Явка               |           |       | –    | –   |
| Источник: CSE, El 19 Digital                   |           |       |      |     |